# Волков, Олег Николаевич
Олег Николаевич Волков (род. 26 сентября 1969, Фрунзе) — советский и российский хоккеист, защитник. Тренер.

## Биография
Уроженец Фрунзе. Воспитанник тольяттинского хоккея. Бо́льшую часть карьеры — 15 сезонов (1986/87 — 1998/99, 2000/01 — 2001/02) провёл в местном клубе «Торпедо» / «Лада». Также играл за ЦСК ВВС Самара (1992/93), «Северсталь» Череповец (1999/2000, 2002/03), «Сибирь» Новосибирск (2003/04), «Химик» Воскресенск (2004/05), белорусскую «Юность-Минск» (2005/06 — 2006/07).
Тренерскую карьеру начал в ДЮСШ «Лада». В сезоне 2009/10, до 11 декабря — главный тренер команды МХЛ «Ладья». В следующем сезоне — старший тренер «Ладьи». В 2011—2015 годах — тренер в ДЮСШ «Лада». Тренер «Нефтяника» Альметьевск (2015/16 — 2016/17, 2020/21 — 2021/22), «Лады» (2019/20), «Югры» (с 2023).
Дочь Валентина в течение 18 лет была замужем за хоккеистом Алексеем Емелиным.

## Достижения
- Чемпион России и МХЛ (1994, 1996)
- Обладатель Кубка Европы (1996)
- Чемпион Белоруссии (2006)
- Серебряный призёр Кубка Европы (1994)
- Серебряный призёр чемпионата России и МХЛ (1993, 1995)
- Серебряный призёр чемпионата России (1997, 2003)[3]
- Серебряный призёр хоккейного турнира зимней Универсиады 1991[4]